# St. Elisabeth (Bestenheid)

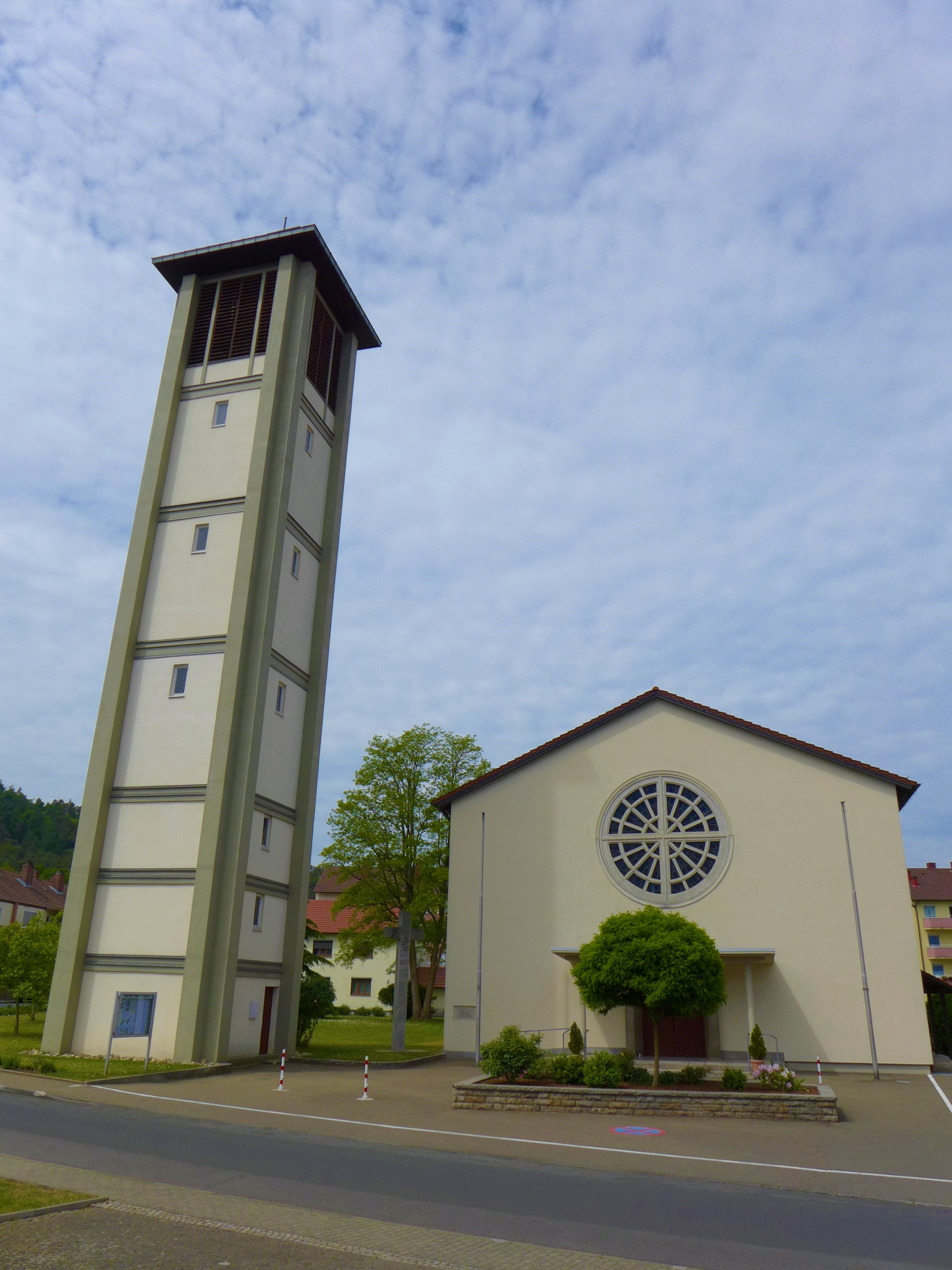
Die St.-Elisabeth-Kirche in Bestenheid (2015)

Die römisch-katholische Pfarrkirche St. Elisabeth in Bestenheid, einem Stadtteil von Wertheim im Main-Tauber-Kreis im Erzbistum Freiburg, wurde im Jahre 1953 erbaut. Die St.-Elisabeth-Kirche besitzt zwei Patrozinien: heilige Elisabeth und heiliger Clemens.

## Geschichte
Die Pfarrgemeinde St. Elisabeth entstand ca. 3 km von der Stadt Wertheim entfernt, neben der von der Glasindustrie bereits 1949 errichteten Glashüttensiedlung. Dorthin wurden in den Wintermonaten Februar und März 1952 Vertriebene aus Ungarn, Böhmen und Thüringen vom Reinhardshof umgesiedelt.
Neun Monate lang wurden dort die Gottesdienste in einem dunklen, schlichten Feldzelt abgehalten. Zu Weihnachten 1952 wurde eine Notkirche errichtet, worin die Gottesdienste bis zur Einweihung der neuen Pfarrkirche gefeiert wurden. Am 20. September 1953 wurde der Grundstein für eine solide Kirche gelegt.
Am 9. Oktober weihte der Missionsbischof Augustinus Olbert die Kirche.

## Kirchenbau und Ausstattung

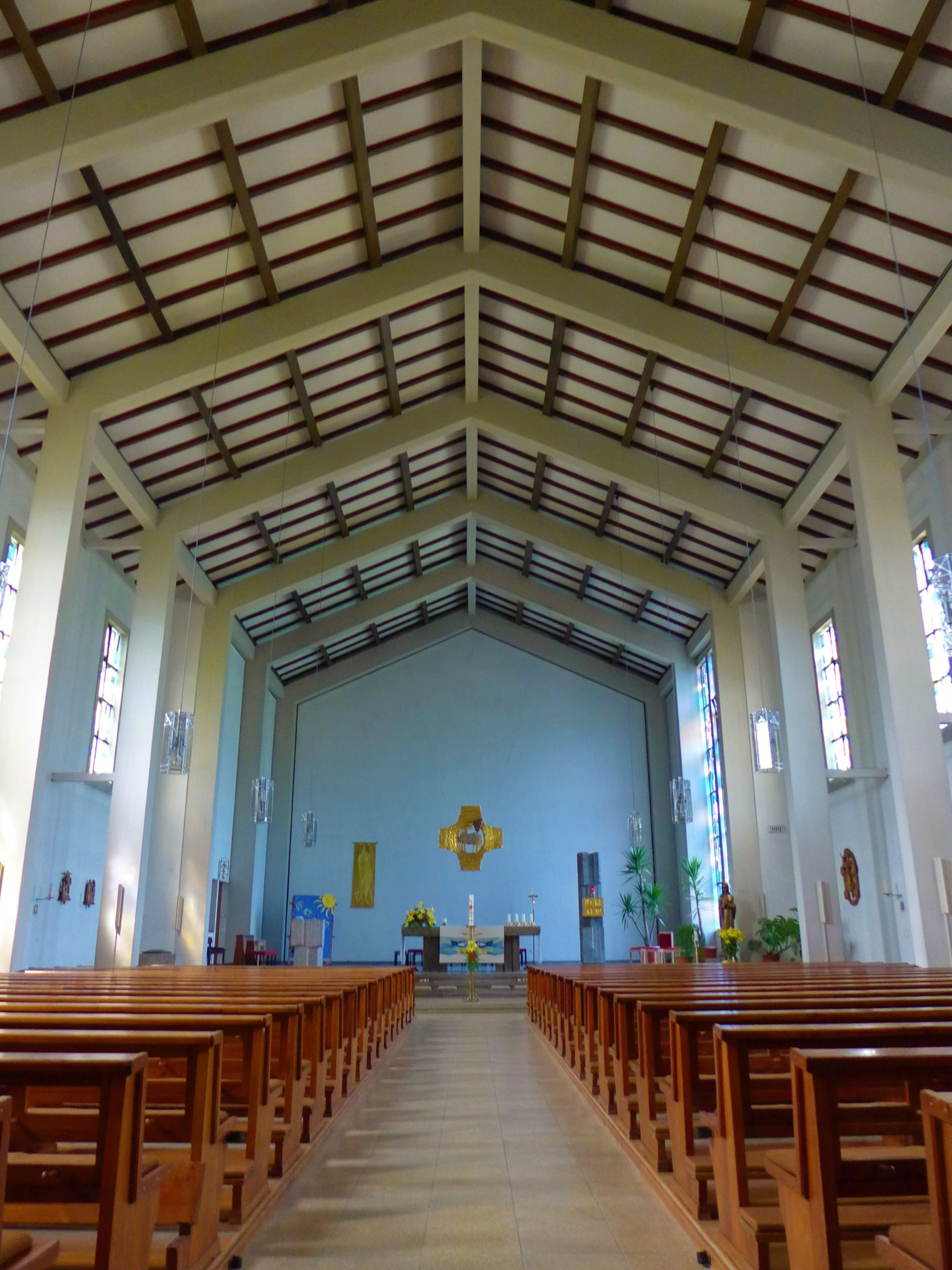
Innenraum der
St.-Elisabeth-Kirche

### Kirchenbau
Das Flachdach des Portals der Kirche wird durch zwei steinerne Säulen getragen. Durch die zwei hölzernen Türflügel gelangt man in einen kleinen Vorraum, der als Lärm- und Windfang dient. Von diesem Raum führen vier Schwingtüren in das Schiff der Kirche. Die Kirche hat 500 Sitzplätze und 250 Stehplätze.
Ihre Maße sind 38 × 16 × 13 Meter.

### Lage
St. Elisabeth steht in der Johannes-Kerer-Straße und hat die Hausnummer 2. Gegenüber der Kirche befindet sich der katholische Kindergarten Bestenheid.

### Ausstattung

#### Kreuzweg
An der Wand des linken Ganges befindet sich der Kreuzweg. Er besteht aus 14 Stationen, welche durch handgefertigte Holzschnitzereien dargestellt werden; er wurde am 18. März 1962 geweiht.

#### Namenspatrone
Da die Kirche von den angesiedelten Vertriebenen aus Ungarn, Böhmen und Thüringen erbaut wurde, hat sie als Namenspatrone die aus Ungarn stammende heilige Elisabeth von Thüringen und den heiligen Klemens Maria Hofbauer, der aus Südmähren stammte. Die Skulpturen der Namenspatrone befinden sich in etwa zwei Meter Höhe auf einem kleinen Holzpodest an der Wand des rechten Ganges, dem Kreuzweg gegenüber.

#### Marienstatue
Die Statue der heiligen Jungfrau Maria befindet sich auf der rechten Seite vor dem Altarbereich. Dort kann eine Gebetskerze entzündet und zu einem Gebet verweilt werden.

#### Ambo
Der Ambo steht links vorne auf der obersten Stufe und somit auf derselben Ebene wie der Altar.

#### Altar
Der Altarbereich ist mit vier Stufen etwas erhöht, so dass man auch bei voll besetzter Kirche den Priester von überall sehen kann. Der Altar steht in der Mitte des Altarraums und besteht aus Granit. In jede der vier Ecken sowie in die Mitte sind Kreuze eingemeißelt.
Unter diesen Kreuzen, im Stein versenkt, befinden sich Reliquien.

#### Orgel
Die Orgel steht auf der Empore, welche den Eingangsbereich überspannt und über eine kleine Treppe zur rechten Seite des Eingangs erreichbar ist. Die Orgelweihe fand am 21. September 1957 statt.

#### Fenster
Die Chorfenster sowie das Sakristeifenster und die Rosette an der Stirnseite der Kirche wurden vom Kunstmaler Seeger, Tuttlingen, entworfen und von der Fa. Derix Glasstudio, Filiale Rottweil, eingesetzt.

#### Gedenkstein der Heimatvertriebenen
Der Gedenkstein der Heimatvertriebenen befindet sich außerhalb der Kirche. Man muss am Hauptportal rechts vorbei gehen und findet ihn dann links vor der Wand der Kirche. Der Gedenkstein soll an das große Heimattreffen erinnern, das im September 1951 auf dem Reinhardshof stattfand. An diesem Treffen nahmen über 6000 Vertriebene aus ganz Deutschland teil. Er stand zuerst auf dem Reinhardshof und wurde nach der Umsiedlung der Vertriebenen nach Bestenheid gebracht.

### Kirchturm
Der 33 Meter hohe Kirchturm steht bei dieser Kirche nach Art eines Campanile frei. Das Richtfest des Turms war am 7. Juli 1955. Zwischen Kirchturm und Hauptportal steht ein steinernes Kreuz. Im Erdgeschoss des Turms mit quadratischem Grundriss befindet sich ein kleines Holzlager für Feste. Der restliche Platz wird als Lagerplatz verwendet.

### Glocken
Im obersten Geschoss des Kirchturms befinden sich vier Glocken aus Bronze, die 1960 von Friedrich Wilhelm Schilling in Heidelberg zu einem Preis von etwa 24.000 DM gegossen wurden. Die Glockenweihe wurde am 20. November 1960 gefeiert.
Übersicht
| Glocke | Name          | Durchmesser | Gewicht  | Schlagton |
| ------ | ------------- | ----------- | -------- | --------- |
| 1      | St. Elisabeth | 1258 mm     | 1150 kg0 | es'-2     |
| 2      | St. Maria     | 1122 mm     | 820 kg   | f'-3      |
| 3      | St. Clemens   | 0934 mm     | 525 kg   | as'-2     |
| 4      | St. Joseph    | 0864 mm     | 428 kg   | b'-2      |

Es gibt keine Turmuhr, weder Zifferblätter noch Schlagwerk. Die Anzeige der Uhrzeit wird von der benachbarten evangelischen Pfarrkirche übernommen.

## Gemeindehaus
Das Gemeindehaus befindet sich direkt gegenüber dem Hauptportal der Kirche. Mit seinem großen Saal und dem kleinen Saal bietet es Platz zum Treffen und Verweilen. Eine eingebaute Küche sowie Sanitäranlagen sind vorhanden. Neben dem katholischen Kirchenchor treffen sich hier auch die Handarbeitsgruppe und die Jugend.